# Muakcse állomás
Muakcse (Muakjae) állomás a szöuli metró 3-as vonalának állomása Szöul Szodemun-ku (Seodaemun-gu) kerületében. Nevét Muhakról, egy buddhista szerzetesről kapta, aki nagy szerepet játszott a koreai főváros Szöulba költöztetésében a 14. században.

## Viszonylatok
| 3-as vonal                            | 3-as vonal | 3-as vonal                                |
| ------------------------------------- | ---------- | ----------------------------------------- |
| Hongdzse (Hongje) Tehva (Daehwa) felé | fő vonal   | Tongnimmun (Dongnimmun) Ogum (Ogeum) felé |